# Sea Shepherd Conservation Society
La Sea Shepherd Conservation Society è un'organizzazione senza scopo di lucro che si occupa della salvaguardia della fauna ittica e degli ambienti marini ed è registrata negli Stati Uniti. I membri si autodefiniscono eco-pirati e navigano battendo bandiera olandese, sotto la quale vengono intraprese campagne basate sulla Carta Internazionale dell'Organizzazione delle Nazioni Unite per la Natura del 1982 (United Nations World Charter for Nature) e svariate altre leggi (vedi anche: Convenzione per la conservazione della vita selvatica e dei suoi biotopi in Europa).
Sea Shepherd usa tattiche di azione diretta e campagne di informazione per proteggere la vita marina e informare il pubblico sulla sua situazione.
L’organizzazione è stata fondata nel 1977 sotto il nome di Earth Force Society da Paul Watson, precedentemente membro di Greenpeace.
Nel 2008 Animal Planet ha iniziato le riprese della serie settimanale Whale Wars basata sugli incontri tra il gruppo e la flotta baleniera giapponese nell'oceano Antartico, aumentando la consapevolezza del problema della pesca illegale di balene.
Sea Shepherd ha ricevuto supporto a livello globale per le sue azioni contro la pesca illegale, la caccia alle balene e la caccia alle foche.

## Storia
L'organizzazione è stata fondata nel 1977 da Paul Watson, uno dei tre fondatori di Greenpeace, dopo aver concluso che il testimoniare "con contegno" (in inglese: bearing witness) ai disastri ambientali era una risposta inadeguata se confrontata all'applicazione dell'attuale sistema internazionale di leggi, regolamenti e trattati.
Contrariamente a Greenpeace, che ha scelto di evitare il danneggiamento delle navi baleniere nell'oceano, la Sea Shepherd appoggia una politica di affondamento o sabotaggio intenzionale delle navi che sono ritenute colpevoli di aver violato le normative internazionali in merito alla caccia delle balene. Come conseguenza, Greenpeace ha ufficialmente ripudiato qualunque legame con la Sea Shepherd e ha rifiutato di aiutarli nel loro lavoro, dichiarando: "[...] non andremo ad aiutare persone che hanno dichiarato che useranno la violenza. Siamo qui per salvare le balene, e non per mettere a rischio la vita delle persone."
Sebbene accusati di usare violenza, i membri hanno dichiarato: "Verso i contrabbandieri applichiamo la forza per impedirgli di continuare nel crimine. Non la violenza, ma solo la forza." Tale affermazione è supportata dal fatto che, in diversi decenni di attività, i membri dell'organizzazione non sono stati condannati legalmente per le loro attività: "In tutte le nostre azioni non abbiamo mai causato ferite o lesioni a nessun essere umano e, quando abbiamo colpito, le navi sono state i nostri unici obiettivi."
Una delle sedi della Sea Shepherd è a Friday Harbor (nello stato di Washington) e un'altra a Melbourne (Australia) per le operazioni nell'Emisfero australe. Inoltre ha molte sedi dei cosiddetti "volontari di terra", che si occupano di fare comunicazione, formazione e raccolta fondi. In Europa le sedi riconosciute sono nei Paesi Bassi ad Amsterdam, in Francia a Parigi ed in Italia a Milano.

## Attività
Sea Shepherd interviene con azioni dirette per la protezione della fauna selvatica marina come foche, delfini e balene. Queste includono operazioni di intelligence e documentazione, volte a denunciare alle autorità vigenti attività di bracconaggio, ed informare l'opinione pubblica sulle minacce alla biodiversità nei mari di tutto il mondo tramite campagne stampa. Oltre che, a volte, l'affondamento di pescherecci impegnati in attività di pesca industriale mentre si trovavano ormeggiati in porto, il sabotaggio di navi anch'esse ormeggiate, lo speronamento della nave Sierra per la caccia alla balena nel porto di Lisbona, Portogallo, e la cattura, con conseguente distruzione, di reti da pesca alla deriva in pieno oceano.
Sea Shepherd è intervenuta nell'Operazione Siso. Le spadare sono reti molto lunghe che possono catturare molti pesci ma causarne anche la morte. La presenza di reti illegali ha causato la morte del capodoglio Siso, che ora si trova presso il museo di Milazzo. 

## Neptune's Navy

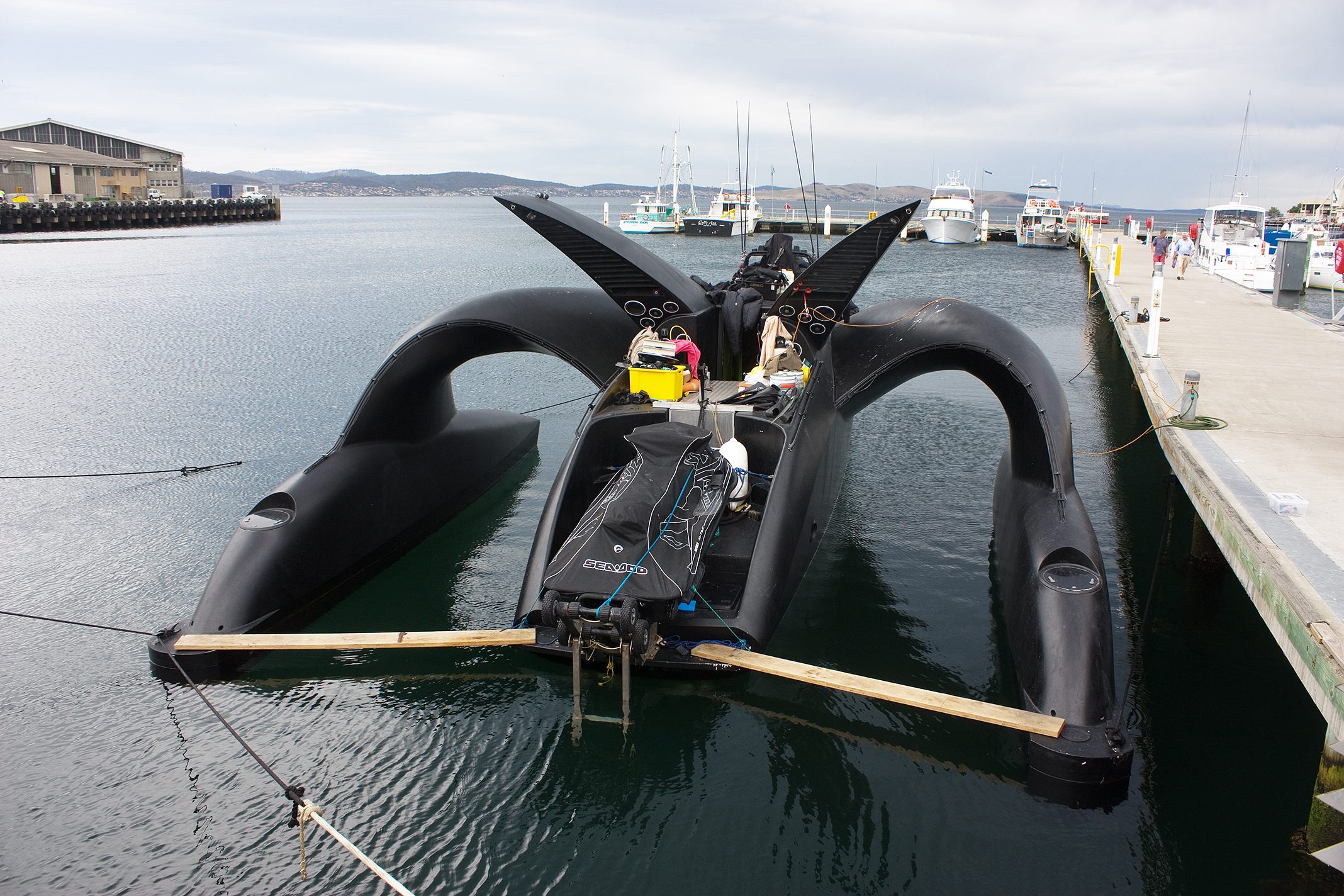
Il retro del trimarano Ady Gil, della flotta di Sea Shepherd, danneggiato in seguito alla collisione con una baleniera giapponese il 6 gennaio 2010

SSCS ha a disposizione una flotta di diverse navi, chiamata "Neptune's Navy" (in italiano: "la flotta di Nettuno"):
- la Steve Irwin
- la Bob Barker
- la Brigitte Bardot[9]
- la Sam Simon[10]
- la Jairo Mora Sandoval
- la Martin Sheen
- la Farley Mowat
- la John Paul DeJoria
- la Ocean Warrior
- la Sharpie

Più altre imbarcazioni RHIB.
Nel 2007, due navi operative della Sea Shepherd (la Farley Mowat e la Robert Hunter) furono cancellate dai registri dei navali di Belize e Regno Unito. Verso la fine dello stesso anno, le navi ricevettero la bandiera dello Stato di Kahnawake Mohawk. Come scritto in un pezzo del The New Yorker del novembre 2007, tuttavia, entrambe le navi navigano battendo bandiera dei Paesi Bassi.
Nel dicembre 2007, la Robert Hunter venne rinominata Steve Irwin. Alla fine del 2010, in seguito all'affondamento della MY Ady Gil, la MV Gojira (precedentemente Ocean 7 Adventurer), viene acquistata ed entra a far parte della flotta di Sea Shepherd. Nel maggio 2011 viene rinominata Brigitte Bardot.

## Operazioni
Le operazioni della Sea Shepherd includono attività di interdizione contro la caccia alle balene nelle acque dell'Antartide, Santuario dei Cetacei dei Mari Antartici, attività di pattugliamento delle Isole Galapagos e azioni contro i cacciatori di foche canadesi. La Sea Shepherd ha una organizzazione affiliata, l'O.R.C.A. Force il cui presidente è Watson.
Sea Shepherd rivendica di aver affondato dieci baleniere dal 1979, riferendosi a queste come navi "pirata". Gli attacchi rivendicati includono:
- 1979 – la baleniera Sierra speronata e affondata in Portogallo;
- 1980 – le baleniere Isba I e Isba II affondate a Vigo, Spagna;
- 1980 – le baleniere Susan e Theresa affondate in Sudafrica;
- 1981 – le baleniere Hvalur 6 e Hvalur 7 affondate in Islanda;
- 1992 – la baleniera Nybraena affondata in Norvegia;
- 1994 – la baleniera Senet affondata in Norvegia;
- 1998 – la baleniera Morild affondata in Norvegia.

## Controversie
Diverse persone e associazioni sono contrarie all'operato di Sea Shepherd tra cui Greenpeace e l'Istituto per la Ricerca Oceanica giapponese. È stata criticata per aver distrutto illegalmente le reti da pesca alla deriva ed è stata accusata di pirateria e di proteste pericolose. Tuttavia la Sea Shepherd può contare su un altrettanto cospicuo numero di fedeli sostenitori tra cui alcuni attori come Richard Dean Anderson, Pierce Brosnan, Martin Sheen, Sean Penn, William Shatner, Rutger Hauer, Pamela Anderson ed anche il Dalai Lama, aggiungendo che "dovranno essere non violenti". Inoltre alcuni attivisti ambientali come Dave Foreman e Farley Mowat e lo scrittore, oramai scomparso, Edward Abbey. Tra le imprese che hanno sostenuto le attività dell'associazione su può citare la John Paul Mitchell Systems.